# Motor Jikov
MOTOR JIKOV Group a.s. je strojírenský holding se sídlem v Kněžskodvorské ulici v Českých Budějovicích 3.

## Popis společnosti
Holding sestává čtyř společností. MOTOR JIKOV Strojírenská a.s. se sídlem v Soběslavi vyrábí komponenty pro nákladní automobily, manipulační techniku, golfová vozidla, spotřební techniku, polygrafický a textilní průmysl, hydraulické a filtrační systémy a dřevoobráběcí či obráběcí stroje. MOTOR JIKOV Slévárna a.s. se zabývá výrobou odlitků pro strojírenský, stavební a automobilový průmysl a pro zemědělské a obráběcí stroje. MOTOR JIKOV Fostron a.s. je společností zaměřující se na vývoj, konstrukci i výrobu v oblasti automobilového i dalších průmyslových sektorů. Nejmladší ze členů skupiny je MOTOR JIKOV GREEN a.s. specializující se na distribuci zahradní techniky jak vlastní výroby tak řady světových výrobců, s podnikovou prodejnou CB PROLES, a.s. Všechny čtyři společnosti jsou členem Jihočeské hospodářské komory.
Areál firmy v krajském městě má rozlohu 83 500 m2, v Soběslavi zabírá plochu 44 tisíc m2. Holding má dlouhodobě více než 700 zaměstnanců.
Před vchodem do areálu firmy je umístěna zastávka městské dopravy Motor Jikov.

## Historie
Počátek firmy společnost spojuje s dílnou Julia Škrlandta, jež byla založena už v roce 1897. Název Motor se poprvé objevuje v roce 1948 v národním podniku specializujícím se na automobilový průmysl, Jikov byl od roku 1954 ochrannou známkou pro jeho vzduchotlakové a palivové soustavy. Roku 1989 se společnost Motor Jikov přetransformovala na státní podnik, o dva roky později pak na akciovou společnost, jež se v polovině 90. let stala součástí strojírenské skupiny M.I.C.B., a.s., aby bylo možné ji zprivatizovat. Ve druhé polovině roku 2005 společnost Motor Jikov, a. s. zanikla a její jmění bylo spolu s akciovou společností M.I.C.B, která do svého majetku získala řadu dalších firem nebo je přímo založila, převedeno na holdingovou společnost Motor Jikov Group a. s. V roce 2009 firma vyrobila a začala prodávat první domácí čerpací stanici CNG v České republice. V roce 2018 byly součástí holdingu čtyři akciové společnosti, a to Motor Jikov Strojírenská, Motor Jikov Slévárna, Fostron a Motor Jikov Green.

### Další činnost
Motor Jikov dlouhodobě spolupracuje s řadou středních i vysokých škol včetně stáží a nabízí také spolupráci při zpracování závěrečných studentských prací.
Firma podporuje řadu sportovních organizací v regionu, od hokeje (HC MOTOR České Budějovice, HC Českobudějovičtí lvi), fotbalu a kanoistiky po sportcentra nebo Český střelecký svaz.
Holding vydává vlastní časopis s názvem Monitor.

## Fotogalerie

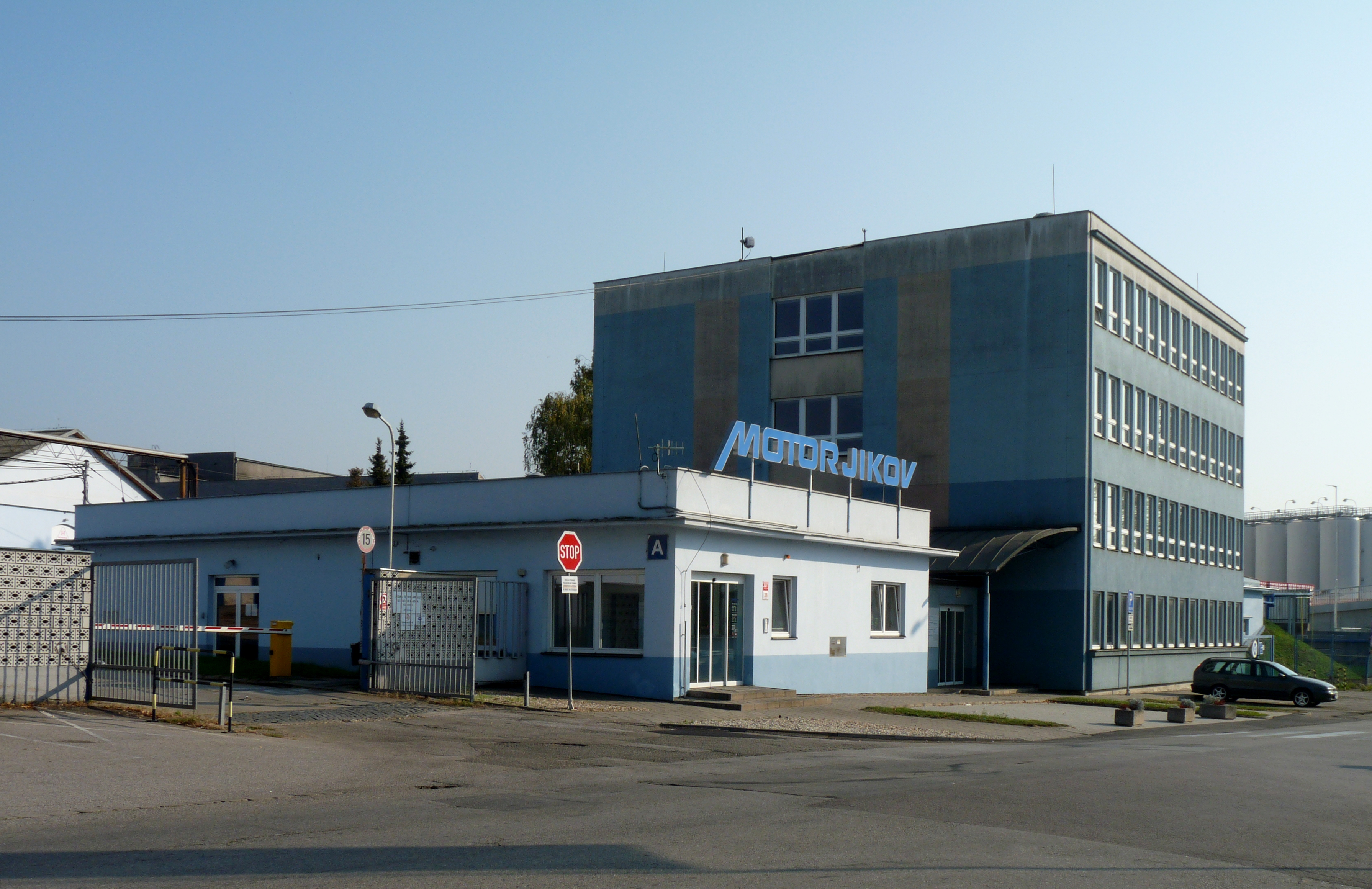
Vrátnice a administrativní budova
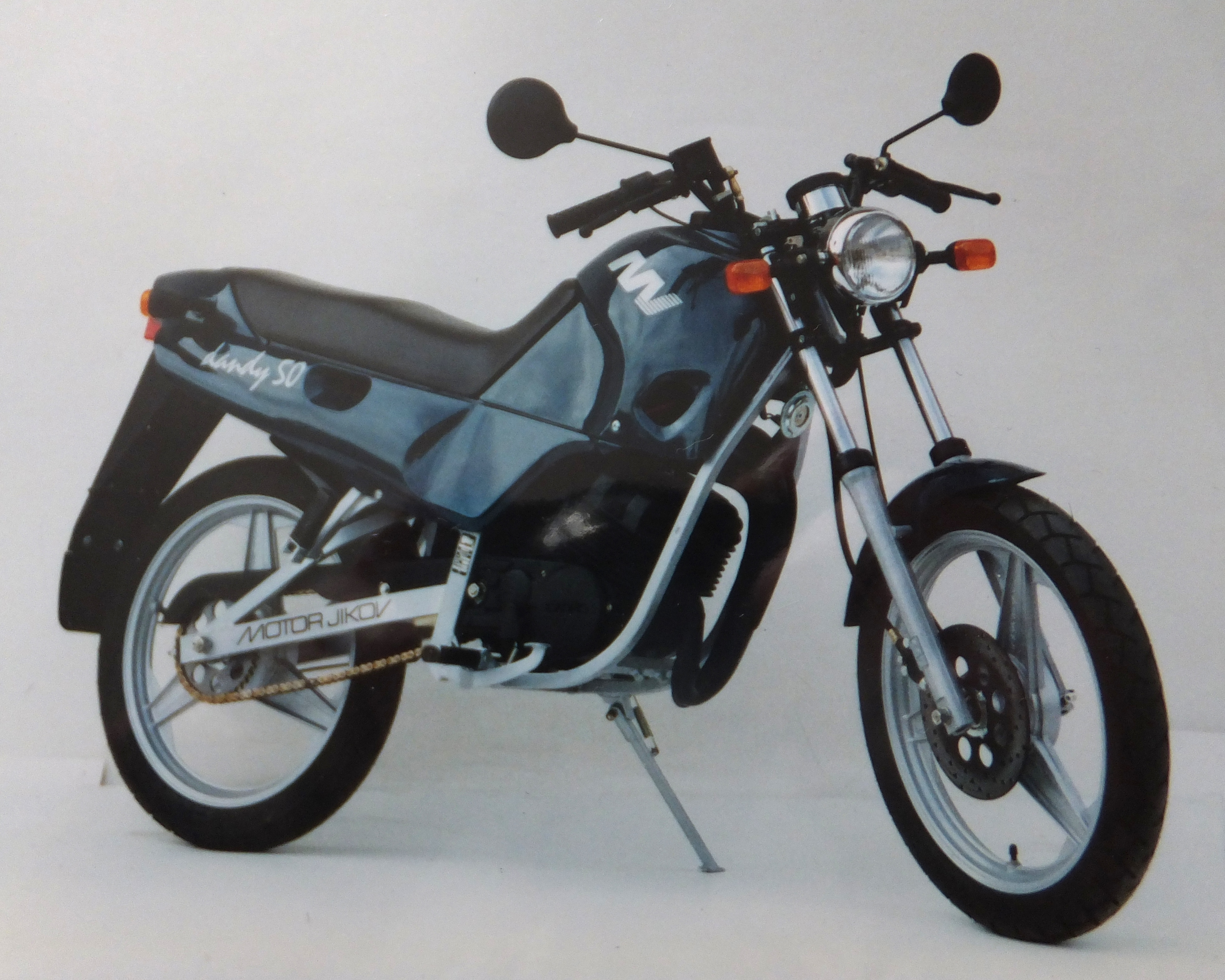
Dandy 50 klasik
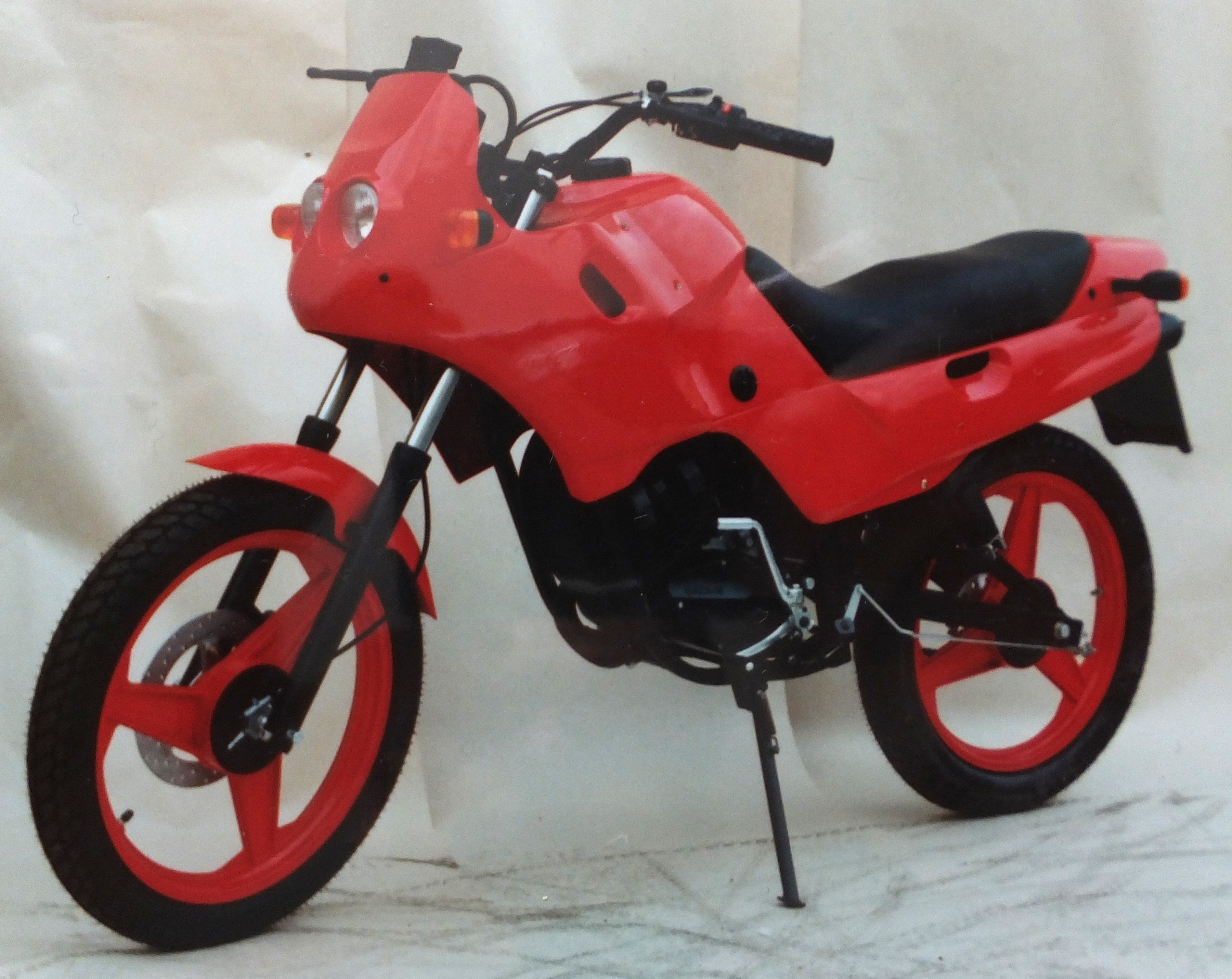
Dandy 50, prototyp
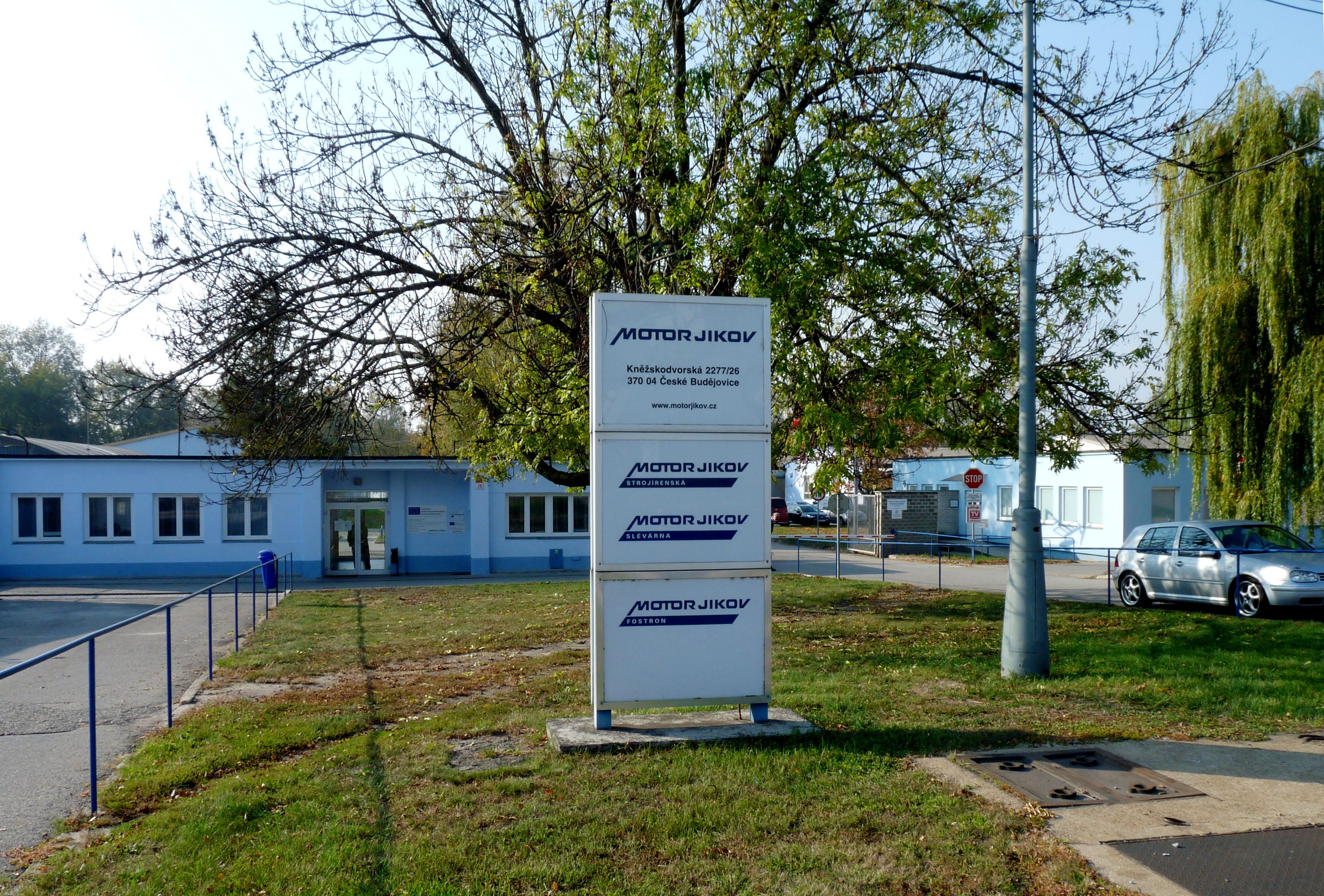
Recepce
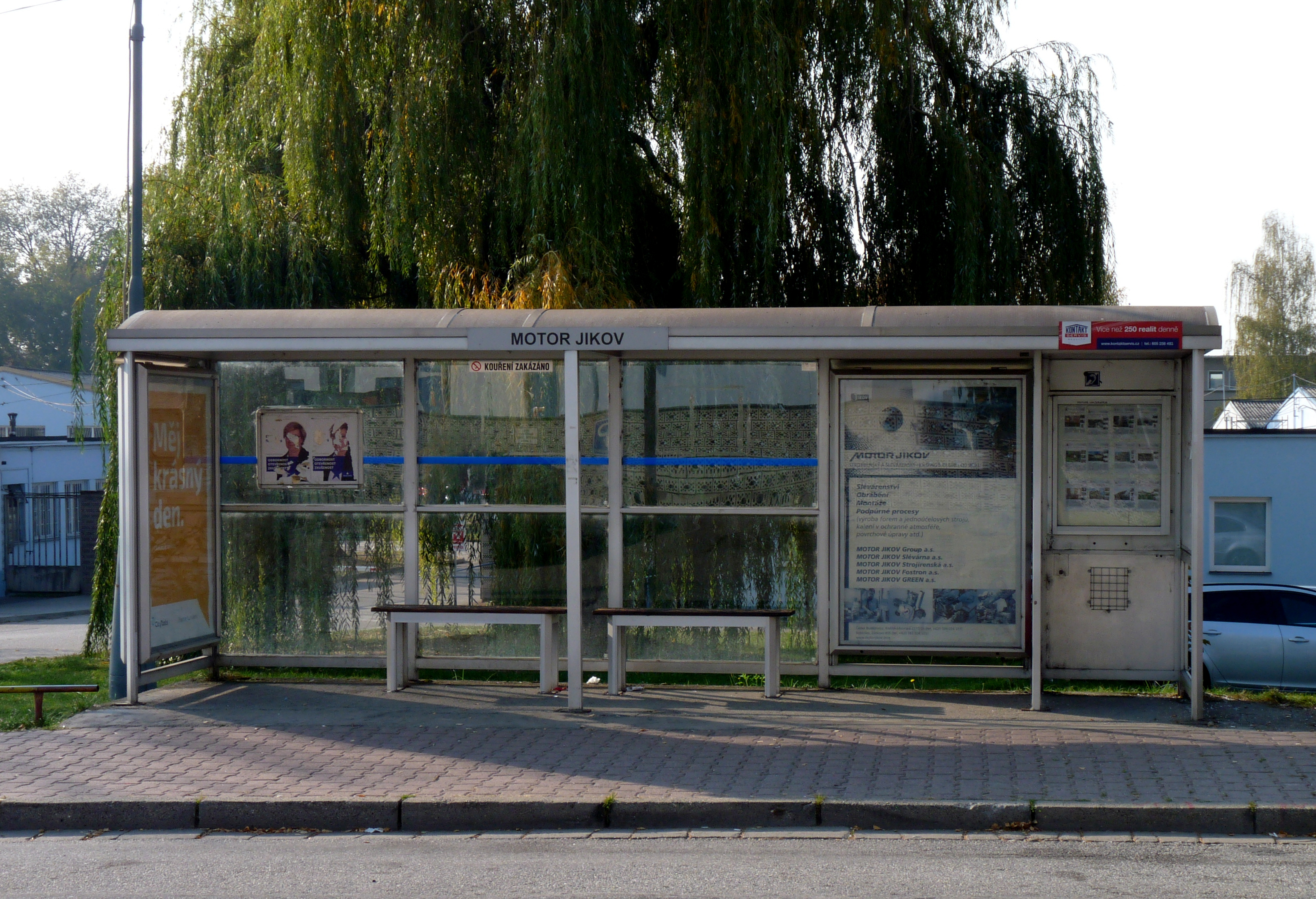
Autobusová zastávka Motor Jikov